# Reichstag (República de Weimar)
O Reichstag da República de Weimar (1919–1933) foi a câmara baixa do parlamento alemão; a câmara alta era o Reichsrat, que representava os estados. O Reichstag reuniu-se pela primeira vez em 24 de junho de 1920, substituindo a Assembleia Nacional de Weimar, que serviu como parlamento interino após o colapso do Império Alemão em novembro de 1918.
Segundo a Constituição de Weimar de 1919, o Reichstag era eleito a cada quatro anos por sufrágio universal, igual, secreto e direto, utilizando um sistema de representação proporcional por lista partidária. Todos os cidadãos que tivessem completado 20 anos foram autorizados a votar, incluindo as mulheres pela primeira vez, mas excluindo os soldados na ativa.  O Reichstag votou nas leis do Reich e foi responsável pelo orçamento, questões de guerra e paz e confirmação dos tratados de estado. A supervisão do governo do Reich (os ministros responsáveis pela execução das leis) também residia no Reichstag. Poderia forçar ministros individuais ou todo o governo a renunciar por meio de um voto de censura e, nos termos do Artigo 48 da Constituição , poderia rescindir decretos de emergência emitidos pelo presidente do Reich. O presidente do Reich poderia dissolver o Reichstag nos termos do Artigo 25 da Constituição, mas apenas uma vez pela mesma razão. 
O Reichstag, como instituição livre e democrática, deixou de existir após a aprovação da Lei de Concessão de Plenos Poderes de 1933, que concedeu ao Chanceler Adolf Hitler o poder de redigir e fazer cumprir leis de acordo com sua vontade.

## Responsabilidades
Os principais direitos, deveres e responsabilidades do Reichstag foram definidos na Constituição de Weimar.
- O Reichstag votou propostas de leis do Reich, incluindo leis orçamentárias (Artigo 85).
- Obteve empréstimos extraordinários (artigo 87.º) e tratou de petições (artigo 126.º).
- Declarou guerra e fez a paz (artigo 45, II). Alianças e tratados com estados estrangeiros exigiam a aprovação do Reichstag se estivessem relacionados com assuntos da legislação do Reich (Artigo 45, III).
- A promulgação de uma lei poderia ser suspensa por dois meses se um terço do Reichstag votasse a favor. A maioria poderia, por sua vez, declará-la urgente, após o que o presidente do Reich poderia promulgar a lei independentemente do pedido de suspensão (Artigo 72).
- O Reichstag tinha o direito ao autogoverno; criou seu próprio regulamento interno.
- O Reichstag poderia interromper a ordem do dia exigindo uma explicação do ministro em questão e endereçar questões menores e pedidos de informação por escrito ao governo do Reich (§§ 55-62 e 67 Regulamento Interno).
- O Reichstag e os seus comités poderiam exigir a presença de qualquer membro do gabinete (Artigo 33).
- O ministro das finanças foi obrigado a prestar contas da utilização das receitas do Reich ao Reichstag (Artigo 86).
- O Reichstag poderia forçar a demissão do governo através de um voto de censura (Artigo 54).
- Poderia apresentar acusações contra o chanceler, os ministros ou o presidente do Reich por violar culposamente a constituição ou uma lei do Reich (artigo 59).
- O presidente do Reich poderia ser destituído do cargo por um referendo popular mediante uma resolução aprovada por uma maioria de dois terços do Reichstag (Artigo 43, II).
- O Reichstag poderia suspender medidas de emergência tomadas pelo presidente do Reich (artigo 48, III e IV) e poderia estabelecer comissões de inquérito (artigo 35, I).
- Formou um comitê permanente para exercer os direitos dos representantes do povo em relação ao governo do Reich durante os períodos em que o Reichstag não estava em sessão e após o final de um mandato eleitoral. A comissão tinha direitos de comissão de inquérito (artigo 35, II e III).
- Constituiu uma comissão de relações exteriores permanente e privada, também com atribuições de comissão de inquérito (art. 35, I e III, e § 34, I, do Regimento).
- Um tribunal para examinar os resultados eleitorais foi formado por membros do Reichstag e por juízes do Tribunal Administrativo do Reich (Reichsverwaltungsgericht) (artigo 31.º).

## Sistema eleitoral
Cada eleitor teve um voto, que foi lançado na cédula do distrito eleitoral. O número de assentos foi determinado por representação proporcional. O número de assentos no Reichstag flutuou porque dependia do número total de votos expressos, com um assento atribuído para 60.000 votos. Em 1919, a Assembleia Nacional de Weimar era composta por 421 membros; em 1933, o último Reichstag tinha 647.

### Eleitores elegíveis e procedimentos de votação
Na eleição para a Assembleia Nacional de Weimar, o grupo de eleitores elegíveis expandiu-se consideravelmente, de 14.441.400 em 1912 (a última eleição para o Reichstag sob o Império) para 37.362.100 em 1919,  principalmente porque as mulheres tiveram o direito de votar e o a idade para votar foi reduzida de 25 para 20 anos. Aqueles que não puderam exercer o direito de voto eram soldados em serviço ativo, pessoas que viviam em sanatórios ou lares de idosos e pessoas em prisão criminal ou preventiva. A cidadania deveria ter sido obtida pelo menos um ano antes do dia das eleições.  A data da eleição foi definida pelo presidente do Reich. Depois de Novembro de 1918, tinha de ser domingo ou feriado, de acordo com uma antiga exigência social-democrata.

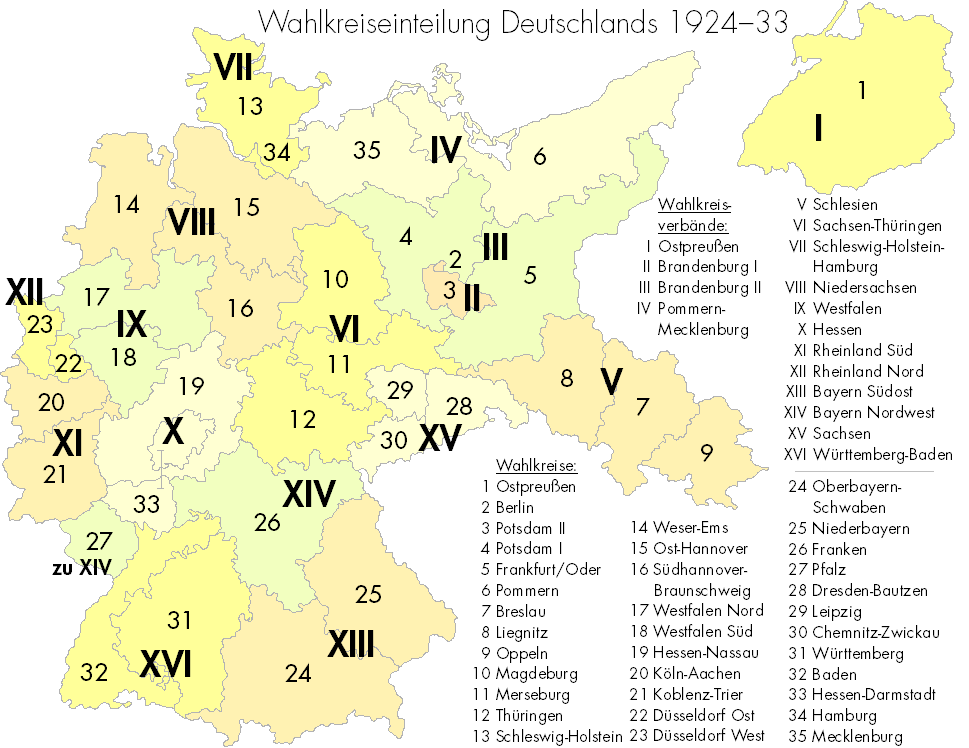
Mapa mostrando os 35 distritos eleitorais e 16 associações (algarismos romanos).

O Reich foi dividido em 35 distritos eleitorais (sg. Wahlkreis) que foram combinadas em 16 associações eleitorais (sg.Wahlkreisverband). Os partidos elaboraram uma lista de candidatos para cada distrito eleitoral em que participavam e também uma lista de candidatos a nível do Reich.
Um distrito recebeu uma cadeira para cada 60.000 votos expressos em uma lista, com os primeiros 60.000 votos indo para o primeiro candidato da lista (conforme classificação do partido), os segundos 60.000 para o segundo candidato e assim por diante. Os votos residuais foram transferidos para o nível da associação eleitoral. Aí foram somados os votos restantes dos distritos que compõem a associação; para um total de 60.000 votos, houve uma cadeira da lista distrital que contribuiu com o maior número de votos residuais. Quaisquer votos restantes adicionais foram transferidos para o nível nacional, onde um partido recebeu novamente um assento (da lista nacional) por 60.000 votos. 
Várias regras adicionais foram adicionadas a este procedimento básico. O mais importante era que um partido só poderia ganhar assentos se tivesse recebido 30 mil ou mais votos em pelo menos um distrito. Além disso, uma lista nacional só poderia proporcionar tantos assentos quanto o partido já tivesse recebido no total nos níveis mais baixos. Estas disposições prejudicaram os pequenos partidos sem enfoque regional. No entanto, também resultaram na representação de um grande número de partidos no Reichstag. Além da barreira dos 30.000 votos, não havia um limite mínimo (como o limite de 5% de segundos votos na Alemanha moderna) para um partido entrar no Reichstag.

## Presidentes e Conselho de Anciãos
O presidente do Reichstag e os seus deputados (o Presidium) foram eleitos pelos membros do Reichstag no início da legislatura. De acordo com o costume parlamentar, um representante do partido mais forte do Reichstag era geralmente eleito presidente.
| N° | Nome                              | Partido | Início do mandato       | Fim do mandato          | Tempo no cargo     |
| -- | --------------------------------- | ------- | ----------------------- | ----------------------- | ------------------ |
| 1  | Eduard David (1863–1930)          | SPD     | 7 de fevereiro de 1919  | 13 de fevereiro de 1919 | 6 dias             |
| 2  | Constantin Fehrenbach (1852–1926) | Centro  | 14 de fevereiro de 1919 | 21 de junho de 1920     | 1 ano e 128 dias   |
| 3  | Paul Löbe (1875–1967)             | SPD     | 25 de junho de 1920     | 28 de maio de 1924      | 3 anos e 338 dias  |
| 4  | Max Wallraf (1859–1941)           | DNVP    | 28 de maio de 1924      | 7 de janeiro de 1925    | 224 dias           |
| 5  | Paul Löbe (1875–1967)             | SPD     | 7 de janeiro de 1925    | 30 de agosto de 1932    | 7 anos e 236 dias  |
| 6  | Hermann Göring (1893–1946)        | NSDAP   | 30 de agosto de 1932    | 23 de abril de 1945     | 12 anos e 236 dias |

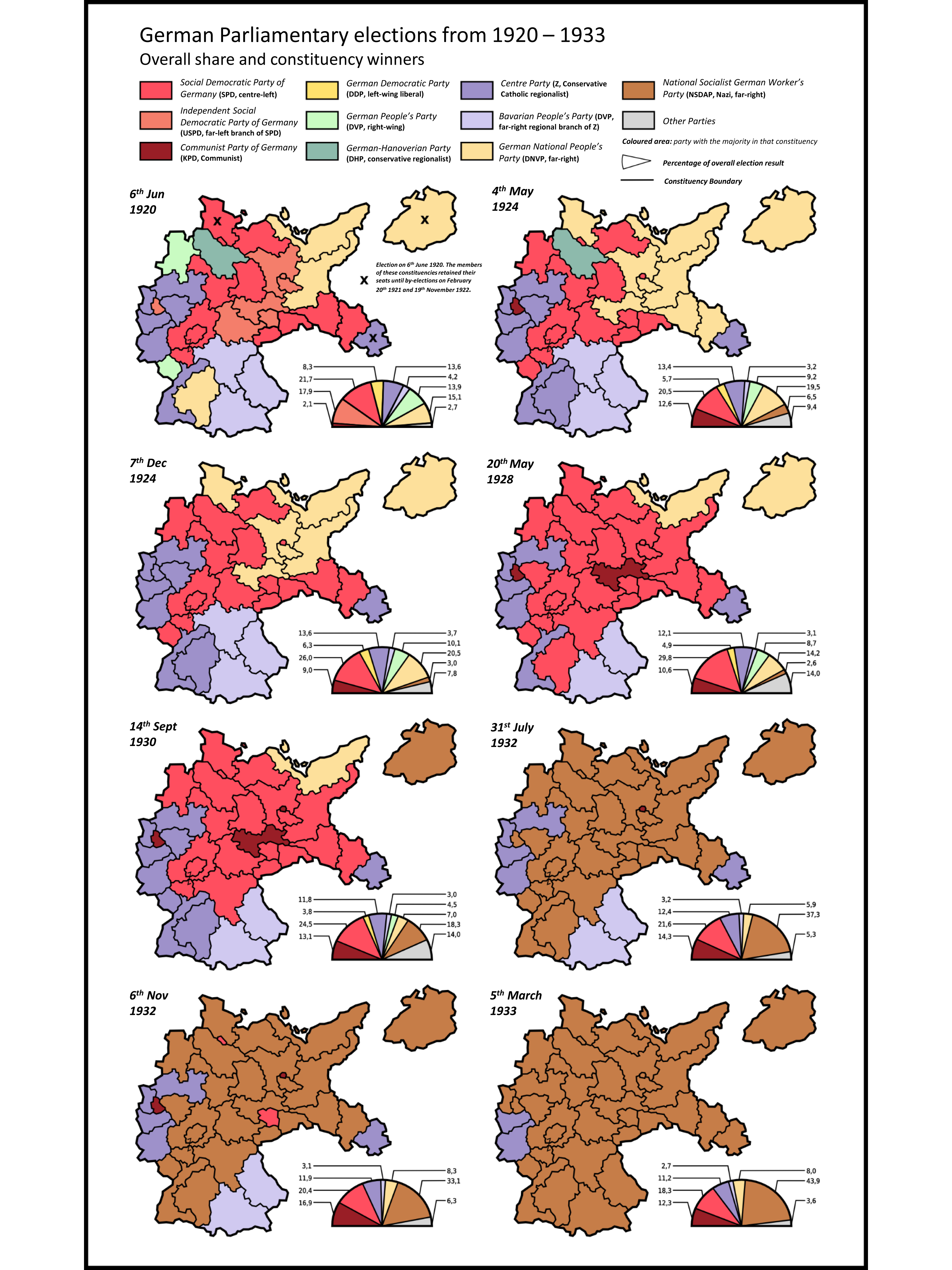
Resultados eleitorais por distrito e partido, 1920 a 1933.

O Presidium foi apoiado pelo Conselho de Anciãos (Ältestenrat). O órgão era composto pelo presidente do Reichstag, pelos vice-presidentes e por um total de vinte e um membros nomeados pelos partidos do Reichstag. Os nomeados geralmente incluíam os presidentes dos partidos. O Conselho de Anciãos era presidido e convocado pelo presidente ou seus suplentes. O órgão foi responsável por chegar a acordo entre as partes sobre agendas e planos de trabalho. Estes acordos não eram, no entanto, juridicamente vinculativos. O Conselho de Anciãos também determinou os presidentes dos comités e os seus suplentes, bem como algumas outras questões organizacionais. Apesar dos seus poderes limitados, o Conselho de Anciãos teve uma importância considerável para o funcionamento do parlamento. Em essência, as suas tarefas eram comparáveis às do Ältestenrat no moderno Bundestag alemão. 

## Resultados eleitorais
Entre 1919 e 1933 houve uma eleição para a Assembleia Nacional constituinte e oito para o Reichstag. Enquanto os partidos do centro político dominavam em 1919 (o Partido Social-Democrata da Alemanha, o Partido do Centro e o Partido Democrático Alemão), o espectro partidário da República de Weimar era caracterizado pela fragmentação e, no final, pela radicalização crescente. (o Partido Comunista da Alemanha e o Partido Nazista).
| Resultados das eleições para o Reichstag de 1919 a 1933 % de votos / # de membros | Resultados das eleições para o Reichstag de 1919 a 1933 % de votos / # de membros | Resultados das eleições para o Reichstag de 1919 a 1933 % de votos / # de membros | Resultados das eleições para o Reichstag de 1919 a 1933 % de votos / # de membros | Resultados das eleições para o Reichstag de 1919 a 1933 % de votos / # de membros | Resultados das eleições para o Reichstag de 1919 a 1933 % de votos / # de membros | Resultados das eleições para o Reichstag de 1919 a 1933 % de votos / # de membros | Resultados das eleições para o Reichstag de 1919 a 1933 % de votos / # de membros | Resultados das eleições para o Reichstag de 1919 a 1933 % de votos / # de membros | Resultados das eleições para o Reichstag de 1919 a 1933 % de votos / # de membros | Resultados das eleições para o Reichstag de 1919 a 1933 % de votos / # de membros | Resultados das eleições para o Reichstag de 1919 a 1933 % de votos / # de membros | Resultados das eleições para o Reichstag de 1919 a 1933 % de votos / # de membros |
| Data                                                                              | KPD                                                                               | USPD                                                                              | SPD                                                                               | Centro                                                                            | BVP                                                                               | DDP                                                                               | DVP                                                                               | DNVP                                                                              | NSDAP                                                                             | Outros                                                                            | Mulheres                                                                          | Total                                                                             |
| --------------------------------------------------------------------------------- | --------------------------------------------------------------------------------- | --------------------------------------------------------------------------------- | --------------------------------------------------------------------------------- | --------------------------------------------------------------------------------- | --------------------------------------------------------------------------------- | --------------------------------------------------------------------------------- | --------------------------------------------------------------------------------- | --------------------------------------------------------------------------------- | --------------------------------------------------------------------------------- | --------------------------------------------------------------------------------- | --------------------------------------------------------------------------------- | --------------------------------------------------------------------------------- |
| 19 de janeiro de 1919                                                             | —                                                                                 | 7.6% 22                                                                           | 37.9% 163                                                                         | 19.7% 91                                                                          | —                                                                                 | 18.6% 75                                                                          | 4.4% 19                                                                           | 10.3% 44                                                                          | —                                                                                 | 1.5% 7                                                                            | 8.7% 37                                                                           | 83.0% 421                                                                         |
| 6 de junho de 1920                                                                | 2.1% 4                                                                            | 17.6% 83                                                                          | 21.9% 103                                                                         | 13.6% 64                                                                          | 4.2% 20                                                                           | 8.4% 39                                                                           | 14.0% 65                                                                          | 15.1% 71                                                                          | —                                                                                 | 3.4% 10                                                                           | 8.0% 37                                                                           | 79.0% 459                                                                         |
| 4 de maio de 1924                                                                 | 12.6% 62                                                                          | 0.8% 0                                                                            | 20.5% 100                                                                         | 13.4% 65                                                                          | 3.2% 16                                                                           | 5.7% 28                                                                           | 9.2% 45                                                                           | 19.5% 95                                                                          | 6.6% 32                                                                           | 8.5% 29                                                                           | 5.7% 27                                                                           | 77.4% 472                                                                         |
| 7 de dezembro de 1924                                                             | 9.0% 45                                                                           | 0.3% 0                                                                            | 26.0% 131                                                                         | 13.6% 69                                                                          | 3.7% 19                                                                           | 6.3% 32                                                                           | 10.1% 51                                                                          | 20.5% 103                                                                         | 3.0% 14                                                                           | 7.5% 29                                                                           | 6.7% 33                                                                           | 78.8% 493                                                                         |
| 20 de maio de 1928                                                                | 10.6% 54                                                                          | 0.1% 0                                                                            | 29.8% 153                                                                         | 12.1% 61                                                                          | 3.1% 17                                                                           | 4.8% 25                                                                           | 8.7% 45                                                                           | 14.2% 73                                                                          | 2.6% 12                                                                           | 14.0% 51                                                                          | 6.7% 33                                                                           | 75.6% 491                                                                         |
| 14 de setembro de 1930                                                            | 13.1% 77                                                                          | 0.03% 0                                                                           | 24.5% 143                                                                         | 11.8% 68                                                                          | 3.0% 19                                                                           | 3.8% 20                                                                           | 4.5% 30                                                                           | 7.0% 41                                                                           | 18.3% 107                                                                         | 14.0% 72                                                                          | 6.8% 39                                                                           | 82.0% 577                                                                         |
| 31 de julho de 1932                                                               | 14.3% 89                                                                          | —                                                                                 | 21.6% 133                                                                         | 12.4% 75                                                                          | 3.2% 22                                                                           | 1.0% 4                                                                            | 1.2% 7                                                                            | 5.9% 37                                                                           | 37.3% 230                                                                         | 3.1% 11                                                                           | 5.6% 34                                                                           | 84.1% 608                                                                         |
| 6 de novembro de 1932                                                             | 16.9% 100                                                                         | —                                                                                 | 20.4% 121                                                                         | 11.9% 70                                                                          | 3.1% 20                                                                           | 1.0% 2                                                                            | 1.9% 11                                                                           | 8.3% 51                                                                           | 33.1% 196                                                                         | 3.3% 13                                                                           | 6.0% 35                                                                           | 80.6% 584                                                                         |
| 5 de março de 1933                                                                | 12.3% 81                                                                          | —                                                                                 | 18.3% 120                                                                         | 11.3% 73                                                                          | 2.7% 19                                                                           | 0.9% 5                                                                            | 1.1% 2                                                                            | 8.0% 52                                                                           | 43.9% 288                                                                         | 1.5% 7                                                                            | 3.2% 21                                                                           | 88.7% 647                                                                         |

1. ↑  Eleição para a Assembleia Nacional de Weimar
2. ↑  O Partido da Liberdade Nacional Socialista, uma aliança eleitoral do Partido da Liberdade Völkisch Alemão (DVFP) e do NSDAP, que foi banido como resultado do Putsch da Cervejaria de Hitler em 1923.
3. ↑  Partido da Liberdade Nacional-Socialista.
4. ↑  Uma aliança eleitoral do DNVP, o Stahlhelm e a Landbund (Liga Agrícola).

## Fim da República

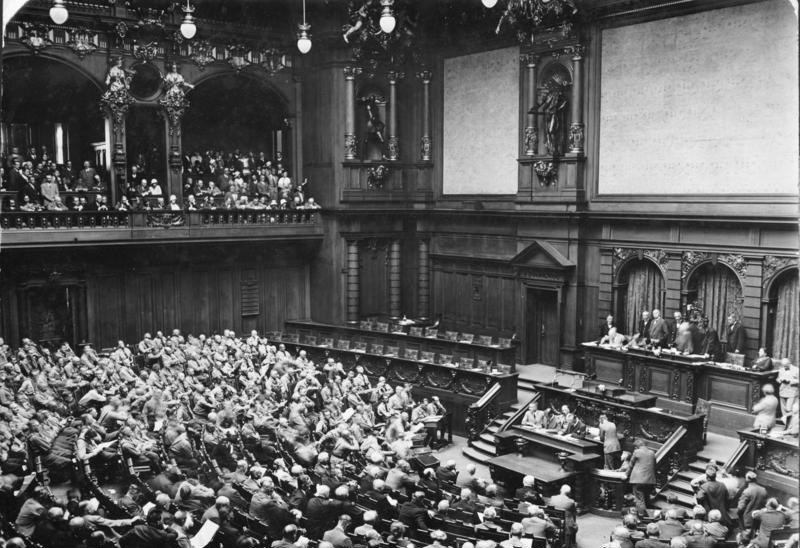
Cerimônia de abertura do Reichstag em 30 de agosto de 1932, com membros nazistas (à esquerda na fotografia) uniformizados.

Os poderes conferidos ao presidente do Reich nos artigos constitucionais 48 e 25  (decretos de emergência e dissolução do parlamento) tornaram possíveis os chamados gabinetes presidenciais (Präsidialkabinette) a partir de 1930, quando o presidente do Reich e o governo do Reich fizeram em grande parte o trabalho legislativo em vez do Reichstag. A prática foi reforçada pelos sucessos eleitorais do Partido Nazi anti-republicano e do Partido Comunista da Alemanha, que juntos tiveram a maioria no Reichstag após as eleições para o Reichstag de 31 de julho de 1932. Em 1933, os Nacional-Socialistas usaram os dois artigos constitucionais, juntamente com a capacidade de transferir a função legislativa do Reichstag para o governo através de uma Lei de Concessão de Plenos Poderes, para estabelecer uma ditadura. Após a proibição dos partidos de esquerda e a autodissolução forçada dos partidos de centro e de direita na primavera de 1933, a promulgação da Lei Contra a Formação de Partidos (14 de julho de 1933) converteu o Reichstag num único país, o partido carimba o parlamento dominado pelo NSDAP. A sua última sessão foi realizada em 26 de abril de 1942.